# Dulzaina
La dulzaina o charamina es un instrumento de viento de lengüeta doble perteneciente a la familia del oboe. Está formada por un tubo cónico de madera de unos 30 centímetros de longitud en el que hay 6-8 orificios de digitación y 1-4 resonantes en la campana. En algunas regiones emplean dulzainas con llaves que llegan a ser cromáticas. Este instrumento es típicamente utilizado en la música tradicional española. En distintos lugares recibe también el nombre de gaita en castellano y sus variantes en otras lenguas, además de otros nombres locales menos extendidos, como se explica en el apartado por comunidades autónomas.

## Orígenes

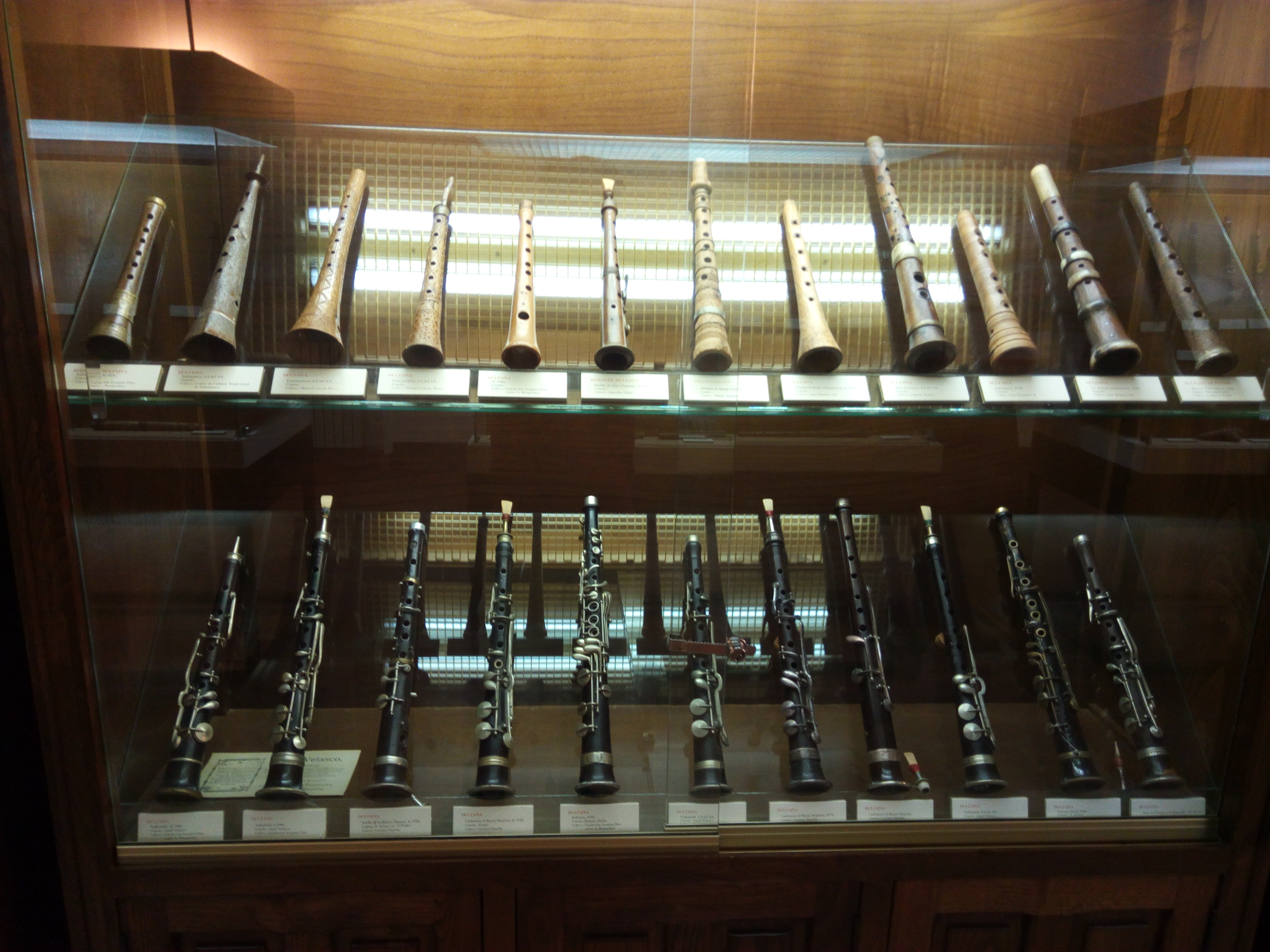
Expositor de dulzainas recopiladas por la Fundación Joaquín Díaz.

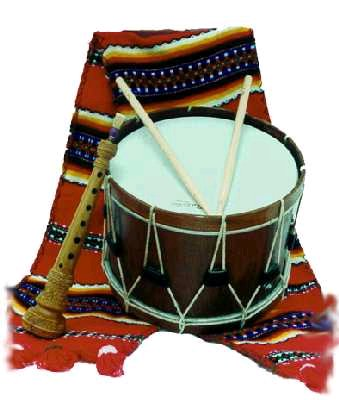
Dulzaina y tabal.

Los instrumentos precursores de la dulzaina eran originarios de Mesopotamia hacia el año 3000 a. C., donde había una amplia diversidad de instrumentos muy parecidos. Todos estos instrumentos de viento y lengüeta fueron englobados dentro del término abub. Este fue el precursor de sus sucesores aulos en Grecia y tibia en Roma. Todos tienen elementos comunes, como sección cónica y lengüeta; fueron extensamente conocidos en todas las civilizaciones antiguas mediterráneas, hasta el punto de relegar a los instrumentos derivados de la flauta a un segundo plano. A veces estos instrumentos contaban con dos tubos, situados en ángulo cerrado y unidos por un travesaño, siendo uno melódico y otro de nota fija o bordón, como la gaita y el propio aulos griego.

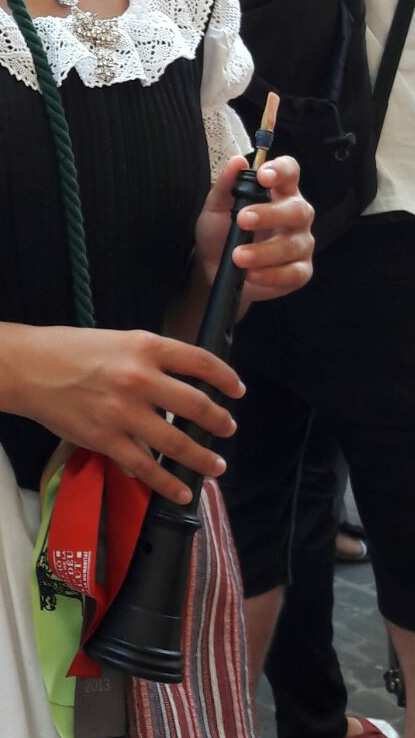
Dulzaina valenciana.

Este instrumento de viento de la Antigüedad estuvo a punto de desaparecer en los albores de la Edad Media, puesto que las invasiones nórdicas impusieron sus propios instrumentos. Por lo que atañe a los de viento, preferían las trompas, motivo por el cual en el siglo V se extinguieron muchos instrumentos de lengüeta, que tuvieron que ser reimportados por los árabes cuando penetraron tres siglos después en España. Esto explica que durante un largo periodo de tiempo, solo se encuentren dulzainas en el sur, citadas en los textos con variantes arábigas del vocablo zolami, muy común en los escritos musicales de Al-Ándalus.
El primer nombre específicamente castellano de la dulzaina fue el de albogue, documentado en el Libro de Alexandre (siglo XIII), y posteriormente aparece en el Libro de buen amor del arcipreste de Hita y en el Quijote de Miguel de Cervantes, ya con el nombre de chirimía, o con los de dulzaina y albogue.

...En esto de las campanas anda muy impropio Maese Pedro, porque entre moros no se usan campanas, sino atabales, y un género de dulzainas que parecen nuestras chirimías.
El Quijote, Miguel de Cervantes.

Cuando Cervantes dice esto, está diferenciando la culta chirimía de la popular dulzaina, que a partir del siglo XVIII formará parte indiscutible del folclore español. La primera era más larga, entre 50 y 60 cm, en tanto que la dulzaina oscila entre los 30 y 40 cm.
Ya en el Diccionario de Autoridades de la Real Academia, publicado en 1726, se dice que la dulzaina es ...à manera de trompetilla, úsase en las fiestas principales para bailar. Usaron mucho los moros deste género de instrumento.

## Por comunidades autónomas

### Comunidad Valenciana

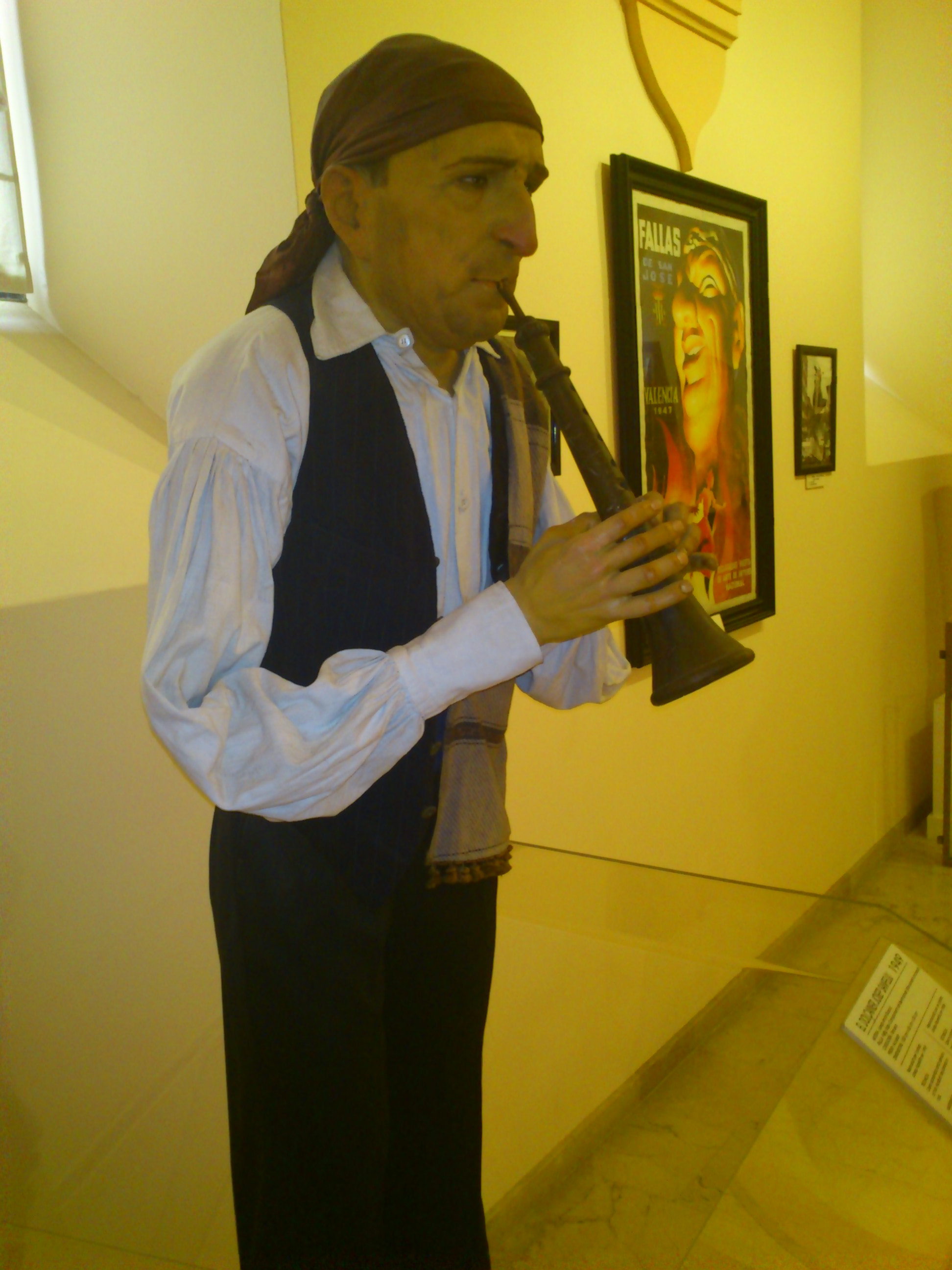
El dolçainer Josep Sanfeliu, ninot indultado de 1949 en exposición permanente en el Museo Fallero de Valencia.

En valenciano se conoce como dolçaina o xirimita y se acompaña de un tambor denominado tabalet, ambos instrumentos se utilizan en la interpretación del tradicional canto valenciano, con gran protagonismo en las albades. En los últimos años, ha aumentado el número de "colles" de entre veinte y treinta músicos, que además de realizar pasacalles y acompañar en las fiestas de moros y cristianos, realizan conciertos con un variado repertorio. Es un instrumento en auge. En la actualidad ya se pueden cursar estudios reglados de dulzaina en los conservatorios de música de la comunidad.
Existen dos tipos de xirimitas en la Comunidad Valenciana xirimita en Sol y xirimita en Fa.
- Xirimita en Sol: Es el instrumento melódico autóctono por excelencia de los valencianos. Está dentro de la familia de los oboes tradicionales, ya que el sonido se produce al hacer vibrar una doble lengüeta de caña. Se dice que está en «Sol», aunque todo tapado suena «La».

- Xirimita en Fa: Hasta aproximadamente 1950 eran las más utilizadas por los valencianos. Hoy se utilizan casi exclusivamente para tocar marchas moras y cristianas con bandas de música y también en la comarca de Els Ports. Se dice que está en «Fa», aunque todo tapado suena «Sol».

Además, son muy típicos en la ciudad de Valencia, Castellón y en la de Alicante los grupos de dolçaina i tabalet como acompañamiento en los desfiles y en actos solemnes. Estos aumentaron gracias a que en el año 2007 se fabricó la primera xirimita inyectada en resina, ya que los costes de producción se redujeron y el instrumento se hizo asequible para todo el mundo. El precursor de dicha fabricación en resina fue Paco "Bessó", al que se le sumó el resto de fabricantes en los siguientes años.

### Aragón

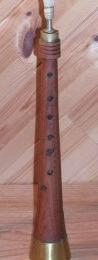
Dulzaina aragonesa.

En Aragón se toca acompañada de un tambor, redoblante o caja.  Actualmente hay dos variantes del instrumento: las afinadas en LA (también llamadas en re), y las afinadas en Sol (también llamadas en do), más modernas e inventadas para poder tocarlas con otros instrumentos afinados en do. Hoy en día estas últimas son las más utilizadas. Como particularidad con respecto a la dulzaina de otras regiones, cuenta, además de agujero trasero para pulgar y seis delanteros, con un séptimo agujero delantero (meñique de mano derecha) que facilita la realización de una segunda menor respecto a la nota de reposo. En la campana cuenta con 2 agujeros resonadores u 'orejas'.
Maderas tradicionales de la región son el boj, el olivo, el azufaifo o de distintos frutales, aunque los antiguos gaiteros emplearon ocasionalmente maderas más blandas, como el pino, o incluso de metal. En la actualidad se emplea también la bubinga y el granadillo.
En el Pirineo aragonés hay una variante conocida como «trompa ribagorzana», con el final más redondeado y de madera, y más larga. Se utiliza principalmente en la comarca de Ribagorza y se suele acompañar de un tambor pequeño y gaita aragonesa.
Pese a que durante muchos años el uso de la dulzaina aragonesa ha remitido, gracias a la labor de Mario Gros a través de Biella Nuei en los últimos tiempos se ha extendido enormemente y en la actualidad se utiliza frecuentemente en las fiestas de los pueblos, barrios y ciudades de amplias zonas de Aragón. El Ayuntamiento de Zaragoza a través de los cursos ofrecidos en la escuela municipal de música y danza de Zaragoza fomenta el estudio de este instrumento.
Dada la potencia sonora de la dulzaina, los dulzaineros/gaiteros para practicar emplean el pinfano (acentuación llana), especie de flauta de pico con la misma digitación que la dulzaina aragonesa.
En algunas zonas, al igual que ocurre en Navarra y La Rioja, mantiene el nombre de gaita. Esto es porque «gaitero» es la denominación usada en Aragón para los músicos tradicionales, especialmente los de viento.
En cuanto a luthieres que sigan fabricando dulzainas, destacan Gaiteria Tremol en Zaragoza, fundada por Mario Gros y de corte tradicional, y Pablo Morales en Caspe que busca innovar en las formas.

### Cantabria
En Cantabria está presente sobre todo en la zona oriental bajo la denominación de vozaina o bozaina, siendo conocida en el sur del territorio como pitu. Su uso decayó durante el siglo XIX en favor del pitu montañés.  La dulzaina que se toca en Cantabria suele ser por lo general la antigua sin llaves en los agujeros.

### Castilla y León

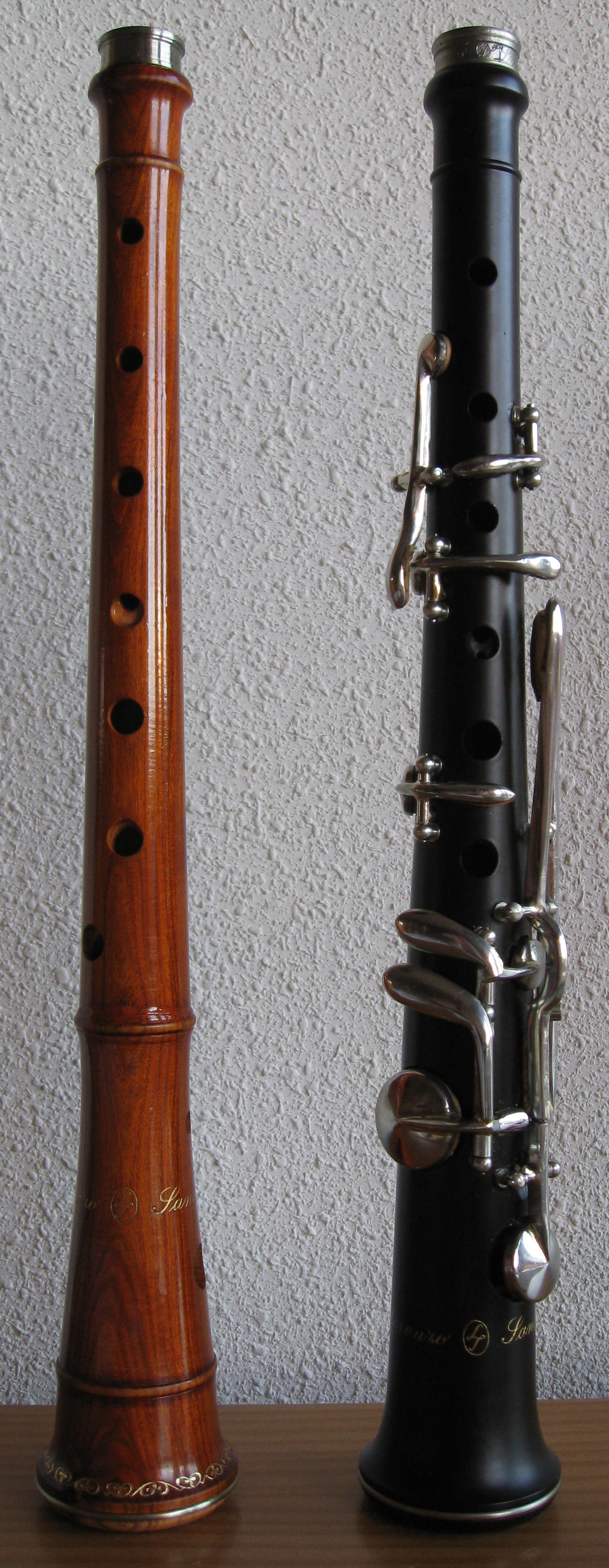
Dulzaina castellana sin llaves (izquierda) y con llaves o cromática (derecha) hecha de granadillo por el artesano constructor de dulzainas de Carbonero el Mayor Lorenzo Sancho.

En Castilla y León se toca la dulzaina castellana, que se caracteriza porque suele tener llaves en los agujeros. Las llaves se añadieron a la dulzaina castellana a finales del siglo XIX. Inicialmente se agregaron dos llaves y posteriormente más, hasta que el constructor vallisoletano Ángel Velasco estableció el modelo castellano moderno de ocho. Es un elemento muy arraigado al folclore, casi siempre acompañado por un tamboril o caja, cuyo intérprete es denominado tamborilero, tamboritero o redoblante. En este territorio recibe diferentes nombres, como «pito» en el norte de Palencia, «gaita» en Soria y Burgos, aunque también se le conoce así en Segovia y «gaitilla» en Ávila.

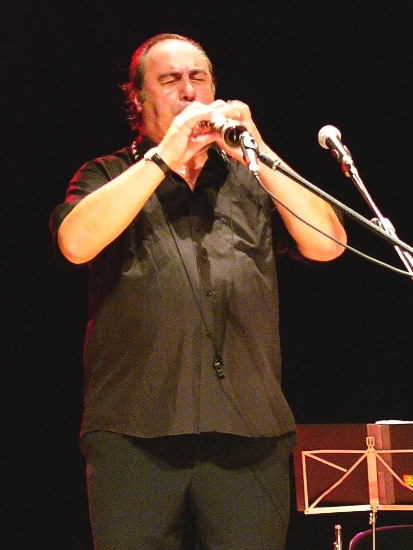
Fernando Ortiz de Frutos, dulzainero del Nuevo Mester de Juglaría.

Debido a la gran intensidad de sonido que produce la dulzaina, se suele utilizar el «pito castellano» para poder practicar en entornos no insonorizados. Este instrumento tiene un sonido similar a una flauta dulce, pero con la misma digitación que la dulzaina, lo que facilita el aprendizaje de partituras en un entorno doméstico.[cita requerida]
Algunos grupos, como la banda Ars Amandi, han fusionado en sus composiciones la dulzaina con otros instrumentos típicos del rock, como la guitarra eléctrica o el bajo, creando un nuevo género musical denominado "rock castellano".

### Castilla-La Mancha
En Castilla-La Mancha se toca la dulzaina de tipo castellano con llaves. Este instrumento está presente en la provincia de Guadalajara, en la de Toledo, básicamente en su zona norte (comarca de Torrijos) y en la sudeste (Mancha Alta de Toledo), y en la de Cuenca, sobre todo en la Mancha occidental, la Alcarria y en la Serranía. En estas tres provincias, generalmente, es llamada «gaita».[cita requerida]
Cabe señalar, para finalizar, que en la Manchuela conquense y en la provincia de Albacete también se toca la dulzaina (denominada «pita»), aunque se trata de un tipo de dulzaina diferente de la castellana, ya que carece de llaves y suena algo diferente. En la localidad conquense de Casasimarro el 7 y 8 de septiembre se celebran unas fiestas en honor a la Virgen de la Pita, llamada así por la llegada de los piteros. Este tipo de dulzaina se toca además en zonas aledañas de la Región de Murcia.[cita requerida]
Actualmente grupos de dulzaineros trabajan en la recuperación de este instrumento tradicional.

### Cataluña
En Cataluña se denomina gralla al instrumento de lengüeta doble insertada en un tudel y tubo de madera cónico, número 422.12 en la clasificación Hornbostel-Sachs. Sólo a finales del siglo XIX encontramos referencias a la palabra gralla: anteriormente se hacen referencias como “lo grall de la gaita”, “dolçaina”, “grall”...
Su uso es más común en las zonas de la Cataluña meridional; desde el Llobregat hacia abajo, que abarca las comarcas del Campo de Tarragona, el Panadés, Tarragonés y el Garraf.
Es un instrumento por lo general unido a las fiestas mayores.
Los años que van entre 1875 y 1915 son los considerados de mayor esplendor para la gralla, aunque en los últimos treinta años se ha establecido una labor de recuperación y renovación muy importante.[cita requerida]

#### Tipos de grallas
- Gralla corta o seca: De dos palmos de longitud, con siete agujeros melódicos (seis en la parte delantera y uno en la parte trasera, más dos en la campana destinados a mejorar la afinación, también llamada "aires"). Su tesitura es de dos octavas, del sol3 al sol 5.[9] Esta tipología, sencilla, se usó durante el siglo XVIII, se dejó de lado entre mediados del siglo XIX y los primeros años del XX por la gralla larga, y después se volvió a recuperar.
- Gralla larga o dulce: con un tubo sonoro más largo. Mediante las llaves se aumenta su tesitura y se facilitan los cromatismos. Con ella comienza la época de oro de la gralla, en la que compositores famosos escribieron piezas especialmente para ella. Aparece a mediados del XIX gracias a que sus funciones dentro de la sociedad, y la exigencia de esta hacia ellas, comienzan a ser mayores. Por un lado, empiezan a introducirla junto a más grallas u otro tipo de instrumentos, y por lo tanto se busca la capacidad de harmonizar otras voces (y por lo tanto hay que añadir más registro); y por otro, se quiso conseguir un sonido más cuidado. Además, las grallas comienzan a ser cada vez más solicitadas en todos los actos de fiesta mayor.[10] Pero esta nueva gralla comenzó a provocar cierto escepticismo, y se originaron debates en torno a la recuperación del repertorio y funcionalidad de la gralla seca, por lo que hacia 1920 hubo un restablecimiento de esta.

En los últimos treinta años ha habido un espíritu de renovación de este instrumento, dando lugar a nuevos tipos de grallas:
- Gralla baja: de tubo sonoro más largo, y más llaves que la gralla dulce, consiguiendo hacer una octava más baja (un do3) Se utiliza para ejecutar el bajo en la formación clásica de tres grallas y timbal.
- Gralla cromática: es un invento de Francesc Sans Sastre de Sant Jaume de Lierca y corresponde a la evolución de la gralla dulce. Tiene diversas llaves que le permiten hacer más tonalidades.[11]

#### Gralleros y su aprendizaje
El mundo en el que se movía la gralla era el rural, por lo que las profesiones principales de éstos solían ser las correspondientes al campo como pastores o campesinos, que aprovechaban las horas de descanso para tocar.
Antes de 1980 los gralleros tenían por costumbre no enseñar a tocar la gralla; esto obedecía a que con ella solían sacarse un sobresueldo que menguaría considerablemente si aumentaba el número de sonadores. La enseñanza, por tanto, era transmitida en el ambiente familiar, de padres a hijos.[cita requerida]
Desde 1988 se ha desarrollado el Projecte d’Incorporació dels Instruments Tradicionals a l’Escola, realizado en Barcelona, Villanueva y Geltrú y Valls.
Hoy en día en Cataluña se ofrecen enseñanzas regladas de este instrumento: en escuelas de música se puede obtener el título de Grado Elemental, y en la Escuela Superior de Música de Cataluña (ESMuC) el título de Enseñanza Superior, con el profesor Daniel Carbonell.

#### Repertorio
El repertorio de la gralla va muy unido con las fiestas tradicionales, sobre todo con las que presentan una actuación castellera de origen valenciano.
También tienen un amplio repertorio de bailes del siglo XVIII (polcas, rigodons, americanas, valses) y bailes del siglo XX (pasodobles, fox-trot, boleros, rumbas...), así como repertorio de concierto, que incluye desde sinfonías hasta fantasías virtuosas.

### La Rioja

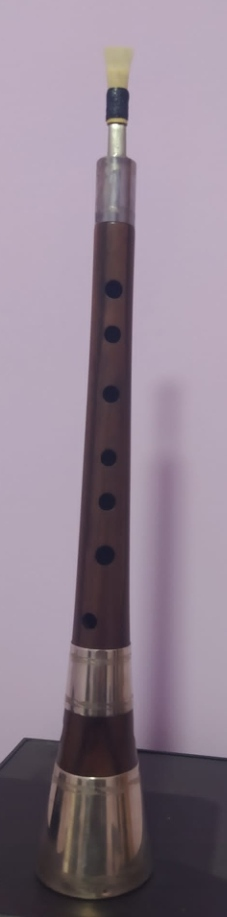
Dulzaina o «gaita» de tipo navarro. Tradicional en Navarra, La Rioja y el País Vasco.

En La Rioja, al igual que sucede en Navarra y otras zonas, el nombre tradicional para llamar a este instrumento es el de «gaita». El término «dulzaina» es de incorporación reciente en la región y era prácticamente desconocido en ella hasta fechas próximas. Los medios de comunicación han permitido la asimilación de este vocablo no oriundo de la zona. La aparición del mismo en los documentos locales de los siglos XVIII y XIX solo sucede cuando va asociado a la presencia de secretarios venidos de otras zonas donde es más habitual.
El tipo de dulzaina o gaita más tradicional en La Rioja y más frecuentemente tocada en la misma, carece de llaves y cuenta con boquilla fabricada con caña, siendo esta idéntica por sus características a las gaitas navarras. En los comienzos del siglo XX, eran muchas las localidades riojanas que contaban con su propio «gaitero», el cual fabricaba este tipo de instrumentos. Las gaitas con llaves fueron incorporadas por parte de algunos músicos en fechas más recientes, en la década de los veinte del siglo XX. Estas eran adquiridas fuera de La Rioja, en Burgos o en Soria, por ser zonas donde los constructores estaban más especializados en su elaboración.

### Madrid
La dulzaina también es típica de la Comunidad de Madrid, donde, al igual que de otros lugares, la dulzaina madrileña es de tipo castellano.[cita requerida]

### Murcia
En la Región de Murcia, así como en La Mancha albaceteña y conquense, se le llama «pita». El tocador, conocido como «el tío de la pita», lo hace habitualmente acompañado de otra persona que sigue el ritmo de la música con redobles de tambor o caja. Su sonido es propio de fiestas y manifestaciones populares, especialmente en desfiles y pasacalles.[cita requerida]

### Navarra
En la Comunidad Foral de Navarra es conocida como «gaita navarra». Se suele tocar en parejas, acompañados de un tambor (llamado tambor de gaita). Es un instrumento típico tanto en las fiestas de los pueblos como en los Sanfermines celebrados en Pamplona. Suele acompañar a los gigantes y también a las danzas tradicionales.

### País Vasco
Su uso se extiende principalmente por la comarca de la Rioja Alavesa. Recibe el nombre de gaita al igual que en Navarra y La Rioja. La dulzaina castellana con llaves fue empleada durante el primer tercio del siglo XX pero en la actualidad se ha retornado al modelo original sin llaves. A finales del siglo XIX, en Vizcaya y Guipúzcoa se empezaron a elaborar tubos de metal teniendo una gran aceptación especialmente en Vizcaya.
En estas regiones, el nombre de «chirimía» (habitual en castellano para denominar a este viento madera de doble lengüeta sin llaves) está casi perdido, pero así se denominó también, y existen denominaciones locales como «charambita» o «chirimita», que derivan de aquella. Aunque el nombre mayoritario es el de gaita.

### Fuera de España
Los oboes rústicos asimilables a la dulzaina están presentes en las tradiciones musicales de otros países como Italia, Hungría y especialmente Francia, donde son empleadas en el folclore rosellonés (gralla, idéntica a la de Cataluña), el occitano (grallon) y el bretón (bombarde).

## Material
Está fabricada con madera de Palosanto de India, granadillo, algarrobo, azufaifo, boj, etc. La dulzaina de tipo castellano posee además llaves metálicas. Algunos artesanos pueden incluir anillas en determinadas partes del torneado, así como en la boca o campana.

## Partes

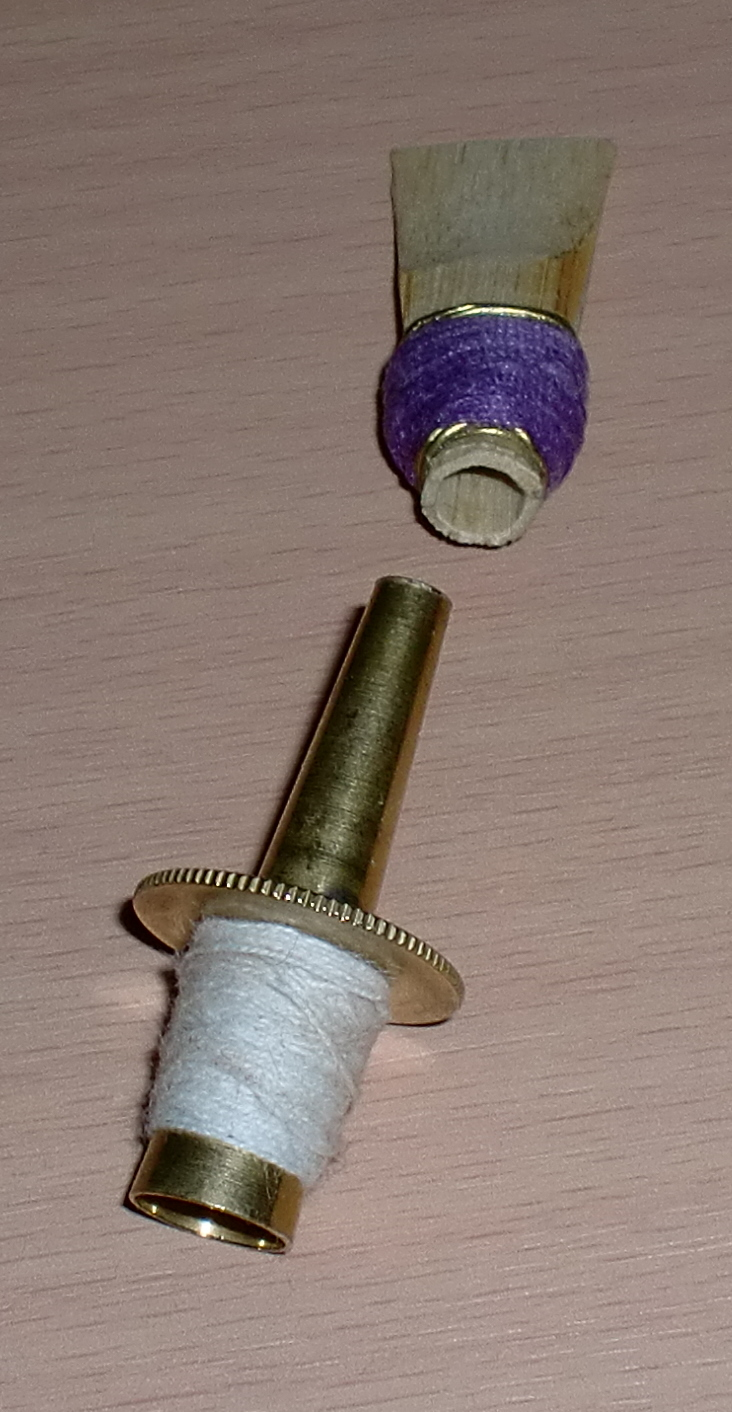
Tudel y lengüeta de una dolçaina valenciana.

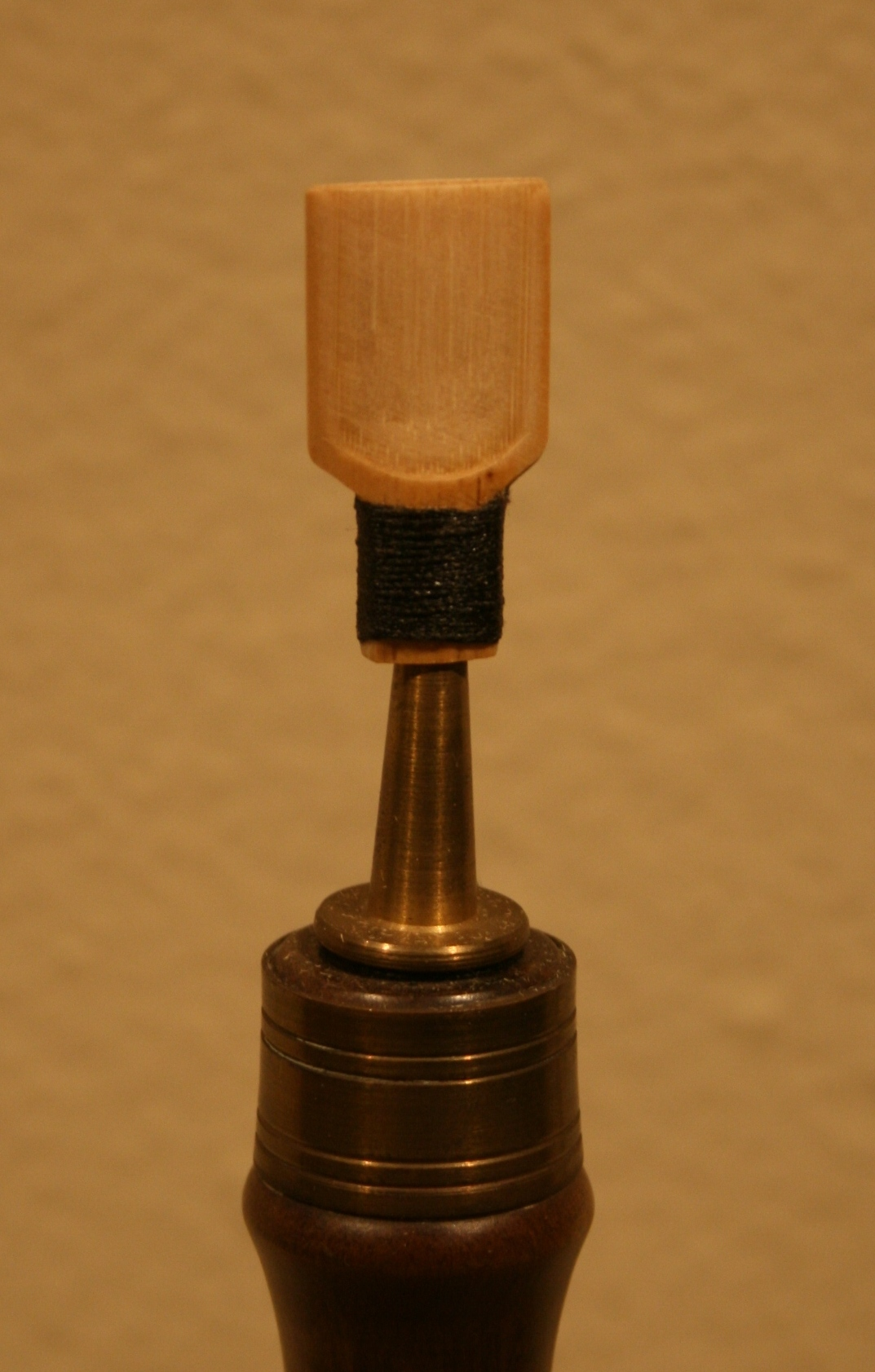
Lengüeta y tudel de una gralla catalana.

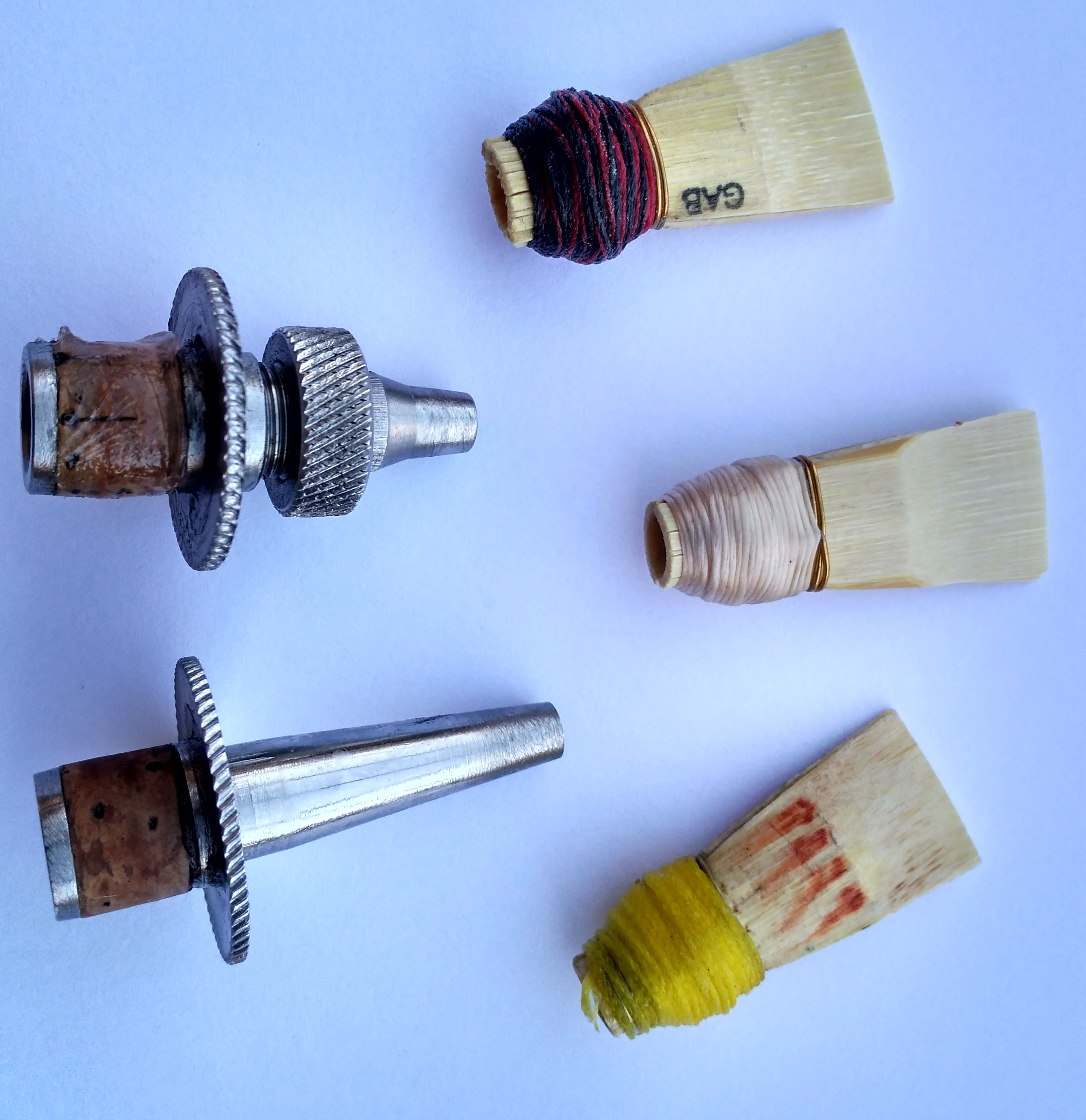
Cañas y tudeles (uno de ellos de botella y otro extensible) de una dulzaina castellana.

El tubo cónico tiene tres zonas diferenciadas, llamadas cubilete, cuerpo y campana.
- Cubilete: es la parte superior donde se coloca a presión el tudel con la caña.
- Tubo parte situada entre el tudel y la caña.
- Tudel: es un tubo cónico de metal en el que se superpone la caña. Algunos de ellos son de tamaño fijo y otros extensibles para facilitar la afinación. Hay que ajustarlo correctamente en el cubilete.
- Caña o pipa: está formada por dos palas de caña simétricas pero independientes, unidas entre sí por hilo o alambre. Es importante su selección y cuidado.
- Cuerpo: es la parte central del instrumento y en el que están realizados siete orificios en la parte delantera y uno en la parte trasera, situado aproximadamente entre los dos primeros delanteros; tiene una longitud aproximada de 18 cm.
- Campana: con un diámetro aproximado de 5,5 cm y una longitud de 9 cm, es la parte final; es el amplificador natural y tiene un orificio a cada lado.